# Francisco Otayza
Francisco Pedro Otayza Herrera (ur. 29 lipca 1914 w Huancayo, zm. 13 maja 1980 w Callao) – peruwiański strzelec, olimpijczyk. 
Brał udział w igrzyskach olimpijskich w 1956 (Melbourne). Wystąpił tam w jednej konkurencji, w której zajął 29. miejsce.

## Wyniki olimpijskie
| Igrzyska | Konkurencja            | Wynik                          | Miejsce    | Źródło |
| -------- | ---------------------- | ------------------------------ | ---------- | ------ |
| IO 1956  | Pistolet dowolny, 50 m | 503 punkty (81-83-84-87-85-83) | 29 (na 33) | [ 1 ]  |